# 山咲しづ香
山咲 しづ香（やまざき しづか、7月17日 - ）は、日本の声優、ナレーター。アクセント所属。

## 経歴・人物
駒澤大学法学部法律学科卒業。アクセント附属養成所シャイン13期生。
趣味は着物、料理、カメラ。特技は水泳、バレーボール、書道。

## 出演

### テレビアニメ
- SCARLET NEXUS（2021年、市民[2]）
- 烏は主を選ばない（2024年、夏殿の女房[3]）
- 謎解きはディナーのあとで（2025年、参列者[3]、木崎麻衣[4]）

### 劇場アニメ
- PSYCHO-PASS サイコパス Sinners of the System Case.2 First Guardian（2019年[5]）

### ドラマCD
- おジャ魔女どれみ16（女性リポーター）

### 吹き替え

#### 映画
2017年
- ブラック・ルーム（ステイシー）
- スティーブ・ジョブズ 知られざる男の正体

2018年
- ジュラシック・ユニバース（ステファニー）
- クロノス・コントロール
- モリーズ・ゲーム
- カムガール（フォックス）
- トゥルース・オア・デア 〜殺人ゲーム〜
- ペンタゴン・ペーパーズ/最高機密文書
- ファースト・マン（リック・アームストロング）
- トリコ・トリ:ハッピーハロウィン

2019年
- ポーラー 狙われた暗殺者（シンディ）
- 移動都市/モータル・エンジン（女教師）
- 今日、キミに会えたら
- ペット・セメタリー2（マジョリー）
- 僕のワンダフル・ジャーニー（若い女性）
- ライリー・ノース -復讐の女神-（ペグ〈ペル・ジェームズ〉）
- DOOM/ドゥーム:アナイアレーション（カーリー・コービン二等兵）

2020年
- エジソンズ・ゲーム（メアリー・エジソン〈タペンス・ミドルトン〉）
- 山猫は眠らない8 暗殺者の終幕（クローヴァー〈エミリー・テナント〉）
- ロニートとエスティ 彼女たちの選択

2021年
- クワイエット・プレイス 破られた沈黙（リポーター女）
- ザ・スイッチ（救命士女）

2023年
- ペイン・ハスラーズ（アンディ）

#### ドラマ
- CSI:科学捜査班12 #17
- NCIS 〜ネイビー犯罪捜査班 S6 #4（エミリー）
- 東京裁判
- シカゴ・ファイア（レベッカ・ジョーンズ〈デイジー・ベッツ〉）
- シカゴ P.D.（ミア・サムナー〈シドニー・ターミア・ポワチエ〉）
- グッドガールズ:崖っぷちの女たち
- ハード・サン 滅亡の機密ファイル
- SICK NOTE ～診断書で人生復活?!～
- ハッピーフェイス
- ハンドメイズ・テイル/侍女の物語 2-3
- 被告人（ジス）
- POWER/パワー
- マッドネス
- ロック・アップ/スペイン女子刑務所
- 愛の温度（ホンア〈チョ・ボア〉）
- ザ・ボーイズ（アニー・ジャニュアリー / スターライト〈エリン・モリアーティ〉）
- ホット・ゾーン
- プロジェクト・ランウェイ17（リラ・オア）

### TV出演
- えどがわ区民ニュース（レポーター）

### TV番組ナレーション
- NTVオンナ・ルール プレゼント告知
- SPドラマ永遠のぼくら PR